# AHL 2006/07
Die Saison 2006/07 war die 71. reguläre Saison der American Hockey League (AHL). Die reguläre Saison begann am 4. Oktober 2006 und endete am 15. April 2007. In der Zeit bestritten die 27 Teams der Liga je 80 Begegnungen. Die Playoffs begannen am 18. April.
Am 29. Januar 2007 fand das 20. AHL All-Star Classic statt, das zwischen einem kanadischen All-Star Team und dem Team PlanetUSA, bestehend aus US-amerikanischen und internationalen Spielern, ausgetragen wurde. Austragungsort war das Ricoh Coliseum in Toronto, Ontario. Das Team PlanetUSA gewann mit 7-6.

## Teamänderungen
Folgende Änderungen wurden vor Beginn der Saison vorgenommen:
- Die Lowell Lock Monsters wurden durch das NHL-Team New Jersey Devils gekauft und in Lowell Devils umbenannt.
- Die Cleveland Barons wurden nach Worcester, Massachusetts, umgesiedelt und in Worcester Sharks umbenannt. Sie spielen fortan in der Atlantic Division.
- Die Albany River Rats wurden von der Atlantic Division in die East Division verlegt.

## Reguläre Saison

### Abschlusstabellen
Abkürzungen: GP = Spiele, W = Siege, L = Niederlagen, OTL = Niederlage nach Overtime, SOL = Niederlage nach Shootout, GF = Erzielte Tore, GA = Gegentore, Pts = Punkte

Erläuterungen: In Klammern befindet sich die Platzierung innerhalb der Conference.

#### Eastern Conference
| Atlantic Division        | GP | W  | L  | OTL | SOL | GF  | GA  | Pts |
| ------------------------ | -- | -- | -- | --- | --- | --- | --- | --- |
| Manchester Monarchs (2)  | 80 | 51 | 21 | 7   | 1   | 242 | 182 | 110 |
| Hartford Wolf Pack (5)   | 80 | 47 | 29 | 3   | 1   | 231 | 201 | 98  |
| Providence Bruins (6)    | 80 | 44 | 30 | 2   | 4   | 251 | 218 | 94  |
| Worcester Sharks (7)     | 80 | 41 | 28 | 3   | 8   | 247 | 244 | 93  |
| Lowell Devils (8)        | 80 | 38 | 30 | 6   | 6   | 212 | 220 | 88  |
| Portland Pirates (9)     | 80 | 37 | 31 | 3   | 9   | 225 | 232 | 86  |
| Springfield Falcons (13) | 80 | 28 | 49 | 1   | 2   | 181 | 268 | 59  |

| East Division                      | GP | W  | L  | OTL | SOL | GF  | GA  | Pts |
| ---------------------------------- | -- | -- | -- | --- | --- | --- | --- | --- |
| Hershey Bears (1)                  | 80 | 51 | 17 | 6   | 6   | 305 | 219 | 114 |
| Wilkes-Barre/Scranton Penguins (3) | 80 | 51 | 23 | 2   | 4   | 276 | 221 | 108 |
| Norfolk Admirals (4)               | 80 | 50 | 22 | 6   | 2   | 301 | 257 | 108 |
| Albany River Rats (10)             | 80 | 37 | 36 | 4   | 3   | 246 | 258 | 81  |
| Bridgeport Sound Tigers (11)       | 80 | 36 | 37 | 1   | 6   | 229 | 267 | 79  |
| Philadelphia Phantoms (12)         | 80 | 31 | 41 | 2   | 6   | 221 | 271 | 70  |
| Binghamton Senators (14)           | 80 | 23 | 48 | 4   | 5   | 225 | 323 | 55  |

#### Western Conference
| North Division            | GP | W  | L  | OTL | SOL | GF  | GA  | Pts |
| ------------------------- | -- | -- | -- | --- | --- | --- | --- | --- |
| Manitoba Moose (2)        | 80 | 45 | 23 | 7   | 5   | 232 | 201 | 102 |
| Rochester Americans (4)   | 80 | 48 | 30 | 1   | 1   | 269 | 250 | 98  |
| Hamilton Bulldogs (6)     | 80 | 43 | 28 | 3   | 6   | 243 | 208 | 95  |
| Grand Rapids Griffins (8) | 80 | 37 | 32 | 6   | 5   | 226 | 244 | 85  |
| Syracuse Crunch (10)      | 80 | 34 | 34 | 4   | 8   | 250 | 248 | 80  |
| Toronto Marlies (11)      | 80 | 34 | 39 | 2   | 5   | 220 | 270 | 75  |

| West Division                | GP | W  | L  | OTL | SOL | GF  | GA  | Pts |
| ---------------------------- | -- | -- | -- | --- | --- | --- | --- | --- |
| Omaha Ak-Sar-Ben Knights (1) | 80 | 49 | 25 | 5   | 1   | 214 | 189 | 104 |
| Chicago Wolves (3)           | 80 | 46 | 25 | 3   | 6   | 331 | 252 | 101 |
| Milwaukee Admirals (5)       | 80 | 41 | 25 | 4   | 10  | 227 | 230 | 96  |
| Iowa Stars (7)               | 80 | 42 | 34 | 3   | 1   | 221 | 231 | 88  |
| Peoria Rivermen (9)          | 80 | 37 | 33 | 2   | 8   | 221 | 242 | 84  |
| San Antonio Rampage (12)     | 80 | 32 | 42 | 2   | 4   | 219 | 256 | 70  |
| Houston Aeros (13)           | 80 | 27 | 43 | 4   | 6   | 205 | 269 | 64  |

### Beste Scorer
Abkürzungen: GP = Spiele, G = Tore, A = Assists, Pts = Punkte, +/- = Plus/Minus, PIM = Strafminuten; Fett: Saisonbestwert
| Spieler           | Team             | GP | G  | A  | Pts | +/- | PIM |
| ----------------- | ---------------- | -- | -- | -- | --- | --- | --- |
| Darren Haydar     | Chicago          | 73 | 41 | 81 | 122 | +24 | 55  |
| Keith Aucoin      | Albany           | 65 | 27 | 72 | 99  | +13 | 108 |
| Martin St. Pierre | Norfolk          | 65 | 27 | 72 | 99  | +15 | 100 |
| Brett Sterling    | Chicago          | 77 | 55 | 42 | 97  | +14 | 96  |
| Cory Larose       | Chicago          | 63 | 22 | 61 | 83  | +16 | 75  |
| Jason Jaffray     | Manitoba         | 77 | 35 | 46 | 81  | +12 | 75  |
| Mathieu Darche    | Worcester        | 76 | 35 | 45 | 80  | +6  | 72  |
| Jason Krog        | Chicago          | 44 | 26 | 54 | 80  | +12 | 20  |
| Troy Brouwer      | Norfolk          | 66 | 41 | 38 | 79  | +15 | 70  |
| Pierre Parenteau  | Portland/Norfolk | 68 | 30 | 49 | 79  | +19 | 47  |

### Beste Torhüter
Abkürzungen: GP = Spiele; TOI = Eiszeit (in Minuten); W = Siege; L = Niederlagen; OTL = Overtime/Shootout-Niederlagen; GA = Gegentore; SO = Shutouts; Sv% = gehaltene Schüsse (in %); GAA = Gegentorschnitt; Fett: Saisonbestwert
| Spieler           | Team       | GP | TOI  | W  | L  | OTL | GA  | SO | Sv%  | GAA  |
| ----------------- | ---------- | -- | ---- | -- | -- | --- | --- | -- | ---- | ---- |
| Jaroslav Halák    | Hamilton   | 28 | 1618 | 16 | 11 | 0   | 54  | 6  | .932 | 2.00 |
| Curtis McElhinney | Omaha      | 57 | 3181 | 35 | 17 | 1   | 113 | 7  | .917 | 2.13 |
| Drew MacIntyre    | Manitoba   | 41 | 2290 | 24 | 12 | 2   | 83  | 3  | .922 | 2.17 |
| Jason LaBarbera   | Manchester | 62 | 3619 | 39 | 20 | 1   | 133 | 7  | .933 | 2.21 |
| Al Montoya        | Hartford   | 48 | 2556 | 27 | 17 | 0   | 98  | 6  | .914 | 2.30 |

## Calder Cup Playoffs

### Playoff-Baum
|  | Division Semifinals | Division Semifinals            | Division Semifinals |                                |                          | Division Finals | Division Finals    | Division Finals |  |  | Conference Finals | Conference Finals | Conference Finals |  |  | Calder Cup Finals | Calder Cup Finals | Calder Cup Finals |
|  |                     |                                |                     |                                |                          |                 |                    |                 |  |  |                   |                   |                   |  |  |                   |                   |                   |
|  | A1                  | Manchester Monarchs            | 4                   |                                |                          |                 |                    |                 |  |  |                   |                   |                   |  |  |                   |                   |                   |
|  | A4                  | Worcester Sharks               | 2                   |                                |                          |                 |                    |                 |  |  |                   |                   |                   |  |  |                   |                   |                   |
|  | A4                  | Worcester Sharks               | 2                   | A1                             | Manchester Monarchs      | 4               |                    |                 |  |  |                   |                   |                   |  |  |                   |                   |                   |
|  |                     |                                |                     | A1                             | Manchester Monarchs      | 4               |                    |                 |  |  |                   |                   |                   |  |  |                   |                   |                   |
|  |                     |                                | A3                  | Providence Bruins              | 2                        |                 |                    |                 |  |  |                   |                   |                   |  |  |                   |                   |                   |
|  | A2                  | Hartford Wolf Pack             | A3                  | Providence Bruins              | 2                        | 3               |                    |                 |  |  |                   |                   |                   |  |  |                   |                   |                   |
|  | A2                  | Hartford Wolf Pack             |                     |                                |                          | 3               |                    |                 |  |  |                   |                   |                   |  |  |                   |                   |                   |
|  | A3                  | Providence Bruins              | 4                   |                                |                          |                 |                    |                 |  |  |                   |                   |                   |  |  |                   |                   |                   |
|  | A3                  | Providence Bruins              | 4                   | A                              | Manchester Monarchs      | 0               |                    |                 |  |  |                   |                   |                   |  |  |                   |                   |                   |
|  |                     |                                |                     | A                              | Manchester Monarchs      | 0               | Eastern Conference |                 |  |  |                   |                   |                   |  |  |                   |                   |                   |
|  |                     | E                              | Hershey Bears       | 4                              |                          |                 |                    |                 |  |  |                   |                   |                   |  |  |                   |                   |                   |
|  | E1                  | E                              | Hershey Bears       | 4                              | Hershey Bears            | 4               |                    |                 |  |  |                   |                   |                   |  |  |                   |                   |                   |
|  | E1                  |                                |                     |                                | Hershey Bears            | 4               |                    |                 |  |  |                   |                   |                   |  |  |                   |                   |                   |
|  | E4                  | Albany River Rats              | 1                   |                                |                          |                 |                    |                 |  |  |                   |                   |                   |  |  |                   |                   |                   |
|  | E4                  | Albany River Rats              | 1                   | E1                             | Hershey Bears            | 4               |                    |                 |  |  |                   |                   |                   |  |  |                   |                   |                   |
|  |                     |                                |                     | E1                             | Hershey Bears            | 4               |                    |                 |  |  |                   |                   |                   |  |  |                   |                   |                   |
|  |                     |                                | E2                  | Wilkes-Barre/Scranton Penguins | 1                        |                 |                    |                 |  |  |                   |                   |                   |  |  |                   |                   |                   |
|  | E2                  | Wilkes-Barre/Scranton Penguins | E2                  | Wilkes-Barre/Scranton Penguins | 1                        | 4               |                    |                 |  |  |                   |                   |                   |  |  |                   |                   |                   |
|  | E2                  | Wilkes-Barre/Scranton Penguins |                     |                                |                          |                 |                    |                 |  |  |                   |                   |                   |  |  |                   |                   |                   |
|  | E3                  | Norfolk Admirals               | 2                   |                                |                          |                 |                    |                 |  |  |                   |                   |                   |  |  |                   |                   |                   |
|  | E3                  | Norfolk Admirals               | 2                   | E                              | Hershey Bears            | 1               |                    |                 |  |  |                   |                   |                   |  |  |                   |                   |                   |
|  |                     |                                |                     |                                |                          |                 |                    |                 |  |  |                   |                   |                   |  |  |                   |                   |                   |
|  |                     | N                              | Hamilton Bulldogs   | 4                              |                          |                 |                    |                 |  |  |                   |                   |                   |  |  |                   |                   |                   |
|  | N1                  | N                              | Hamilton Bulldogs   | 4                              | Manitoba Moose           | 4               |                    |                 |  |  |                   |                   |                   |  |  |                   |                   |                   |
|  | N1                  |                                |                     |                                | Manitoba Moose           | 4               |                    |                 |  |  |                   |                   |                   |  |  |                   |                   |                   |
|  | N4                  | Grand Rapids Griffins          | 3                   |                                |                          |                 |                    |                 |  |  |                   |                   |                   |  |  |                   |                   |                   |
|  | N4                  | Grand Rapids Griffins          | 3                   | N1                             | Manitoba Moose           | 2               |                    |                 |  |  |                   |                   |                   |  |  |                   |                   |                   |
|  |                     |                                |                     | N1                             | Manitoba Moose           | 2               |                    |                 |  |  |                   |                   |                   |  |  |                   |                   |                   |
|  |                     |                                | N3                  | Hamilton Bulldogs              | 4                        |                 |                    |                 |  |  |                   |                   |                   |  |  |                   |                   |                   |
|  | N2                  | Rochester Americans            | N3                  | Hamilton Bulldogs              | 4                        | 2               |                    |                 |  |  |                   |                   |                   |  |  |                   |                   |                   |
|  | N2                  | Rochester Americans            |                     |                                |                          | 2               |                    |                 |  |  |                   |                   |                   |  |  |                   |                   |                   |
|  | N3                  | Hamilton Bulldogs              | 4                   |                                |                          |                 |                    |                 |  |  |                   |                   |                   |  |  |                   |                   |                   |
|  | N3                  | Hamilton Bulldogs              | 4                   | N                              | Hamilton Bulldogs        | 4               |                    |                 |  |  |                   |                   |                   |  |  |                   |                   |                   |
|  |                     |                                |                     | N                              | Hamilton Bulldogs        | 4               | Western Conference |                 |  |  |                   |                   |                   |  |  |                   |                   |                   |
|  |                     | W                              | Chicago Wolves      | 1                              |                          |                 |                    |                 |  |  |                   |                   |                   |  |  |                   |                   |                   |
|  | W1                  | W                              | Chicago Wolves      | 1                              | Omaha Ak-Sar-Ben Knights | 2               |                    |                 |  |  |                   |                   |                   |  |  |                   |                   |                   |
|  | W1                  |                                |                     |                                |                          |                 |                    |                 |  |  |                   |                   |                   |  |  |                   |                   |                   |
|  | W4                  | Iowa Stars                     | 4                   |                                |                          |                 |                    |                 |  |  |                   |                   |                   |  |  |                   |                   |                   |
|  | W4                  | Iowa Stars                     | 4                   | W2                             | Chicago Wolves           | 4               |                    |                 |  |  |                   |                   |                   |  |  |                   |                   |                   |
|  |                     |                                |                     | W2                             | Chicago Wolves           | 4               |                    |                 |  |  |                   |                   |                   |  |  |                   |                   |                   |
|  |                     |                                | W4                  | Iowa Stars                     | 2                        |                 |                    |                 |  |  |                   |                   |                   |  |  |                   |                   |                   |
|  | W2                  | Chicago Wolves                 | W4                  | Iowa Stars                     | 2                        | 4               |                    |                 |  |  |                   |                   |                   |  |  |                   |                   |                   |
|  | W2                  | Chicago Wolves                 |                     |                                |                          |                 |                    |                 |  |  |                   |                   |                   |  |  |                   |                   |                   |
|  | W3                  | Milwaukee Admirals             | 0                   |                                |                          |                 |                    |                 |  |  |                   |                   |                   |  |  |                   |                   |                   |

### Calder-Cup-Sieger
| Calder-Cup-Sieger Hamilton Bulldogs | Torhüter: Yann Danis, Carey Price Verteidiger: Andrew Archer, André Benoit, Mathieu Biron, Jean-Philippe Côté, Danny Groulx, Dan Jancevski, Ryan O’Byrne Angreifer: Ajay Baines, Kyle Chipchura, Matt D’Agostini, Jonathan Ferland, Michail Hrabouski, Andrej Kaszizyn, Maxim Lapierre, Michael Lambert, Francis Lemieux, Corey Locke, Eric Manlow, Duncan Milroy, Zack Stortini, Cory Urquhart Cheftrainer: Don Lever General Manager: Bob Gainey |

### Beste Scorer
Abkürzungen: GP = Spiele, G = Tore, A = Assists, Pts = Punkte, +/- = Plus/Minus, PIM = Strafminuten; Fett: Playoffbestwert
| Spieler            | Team       | GP | G  | A  | Pts | +/- | PIM |
| ------------------ | ---------- | -- | -- | -- | --- | --- | --- |
| Darren Haydar      | Chicago    | 15 | 10 | 14 | 24  | +4  | 14  |
| Corey Locke        | Hamilton   | 22 | 10 | 12 | 22  | +2  | 10  |
| Tomáš Fleischmann  | Hershey    | 19 | 5  | 16 | 21  | +2  | 10  |
| Scott Barney       | Hershey    | 19 | 10 | 9  | 19  | −1  | 14  |
| Jason Krog         | Chicago    | 15 | 5  | 14 | 19  | +3  | 17  |
| Patrick O’Sullivan | Manchester | 16 | 8  | 9  | 17  | +2  | 10  |
| Mike Green         | Hershey    | 19 | 7  | 9  | 16  | +3  | 38  |
| Kyle Wilson        | Hershey    | 19 | 7  | 9  | 16  | +4  | 8   |
| David Krejčí       | Providence | 13 | 3  | 13 | 16  | +6  | 22  |
| Dave Steckel       | Hershey    | 19 | 6  | 9  | 15  | +10 | 16  |

### Beste Torhüter
Abkürzungen: GP = Spiele; TOI = Eiszeit (in Minuten); W = Siege; L = Niederlagen; OTL = Overtime/Shootout-Niederlagen; GA = Gegentore; SO = Shutouts; Sv% = gehaltene Schüsse (in %); GAA = Gegentorschnitt; Fett: Playoffbestwert
| Spieler         | Team         | GP | TOI | W | L | OTL | GA | SO | Sv%  | GAA  |
| --------------- | ------------ | -- | --- | - | - | --- | -- | -- | ---- | ---- |
| Fred Brathwaite | Chicago      | 5  | 260 | 1 | 3 | –   | 7  | 1  | .944 | 1.62 |
| Barry Brust     | Manchester   | 5  | 199 | 2 | 1 | –   | 6  | 0  | .936 | 1.81 |
| Dimitri Pätzold | Worcester    | 4  | 256 | 2 | 1 | –   | 8  | 0  | .921 | 1.87 |
| Jimmy Howard    | Grand Rapids | 7  | 434 | 3 | 4 | –   | 14 | 0  | .927 | 1.93 |
| Drew MacIntyre  | Manitoba     | 11 | 633 | 4 | 6 | –   | 21 | 1  | .928 | 1.99 |

## Vergebene Trophäen

### Mannschaftstrophäen
| Auszeichnung                                                     | Team                     |
| ---------------------------------------------------------------- | ------------------------ |
| Calder Cup Gewinner der AHL-Playoffs                             | Hamilton Bulldogs        |
| Richard F. Canning Trophy Gewinner des Eastern Conference-Finale | Hershey Bears            |
| Robert W. Clarke Trophy Gewinner des Western Conference-Finale   | Hamilton Bulldogs        |
| Macgregor Kilpatrick Trophy Bestes Team der Regulären Saison     | Hershey Bears            |
| Frank S. Mathers Trophy Bestes Team der Eastern Conference       | Hershey Bears            |
| Norman R. „Bud“ Poile Trophy Bestes Team der Western Conference  | Omaha Ak-Sar-Ben Knights |
| Emile Francis Trophy Bestes Team der Atlantic Division           | Manchester Monarchs      |
| F.G. „Teddy“ Oke Trophy Bestes Team der East Division            | Hershey Bears            |
| Sam Pollock Trophy Bestes Team der North Division                | Manitoba Moose           |
| John D. Chick Trophy Bestes Team der West Division               | Omaha Ak-Sar-Ben Knights |

### Spielertrophäen
| Auszeichnung                                                                                                   | Spieler           | Team                           |
| --- | ----------------- | ------------------------------ |
| Les Cunningham Award MVP der Regulären Saison                                                                  | Darren Haydar     | Chicago Wolves                 |
| John B. Sollenberger Trophy Bester Scorer                                                                      | Darren Haydar     | Chicago Wolves                 |
| Willie Marshall Award Bester Torschütze                                                                        | Brett Sterling    | Chicago Wolves                 |
| Dudley „Red“ Garrett Memorial Award Bester Rookie                                                              | Brett Sterling    | Chicago Wolves                 |
| Eddie Shore Award Bester Verteidiger                                                                           | Sheldon Brookbank | Milwaukee Admirals             |
| Aldege „Baz“ Bastien Memorial Award Bester Torhüter                                                            | Jason LaBarbera   | Manchester Monarchs            |
| Harry „Hap“ Holmes Memorial Award Torhüter mit dem geringsten Gegentorschnitt                                  | Jason LaBarbera   | Manchester Monarchs            |
| Louis A. R. Pieri Memorial Award Bester Trainer                                                                | Mike Haviland     | Norfolk Admirals               |
| Fred T. Hunt Memorial Award Für den Spieler, der durch Fairness, Einsatz und Hingabe herausragt                | Mike Keane        | Manitoba Moose                 |
| Yanick Dupré Memorial Award Für den Spieler, der sich durch besonderen Einsatz in der Gesellschaft auszeichnet | Matt Carkner      | Wilkes-Barre/Scranton Penguins |
| Jack A. Butterfield Trophy MVP der Calder-Cup-Playoffs                                                         | Carey Price       | Hamilton Bulldogs              |